# Nino Haratischwili
Nino Haratischwili (* 8. června 1983 Tbilisi, Gruzínská SSR) je divadelní režisérka, dramatička a spisovatelka, pocházející z Gruzie.

## Život
V mládí Nino Haratischwili založila „Fliedertheater“ – německo-gruzínskou divadelní skupinu, pro kterou pravidelně psala a inscenovala divadelní představení v letech 1998 až 2003. Po studiu filmové režie na Státní filmové a divadelní škole v Tbilisi studovala Haratischwili od roku 2003 do 2007 divadelní režii na Divadelní a hudební akademii v Hamburku.
Jako režisérka stojí za velkým množstvím premiér, které byly mimo jiné uvedeny v Deutsches Theater Göttingen, Kampnagel Hamburg a Thalia Theater. Její dramatické texty byly několikrát vyznamenány.
Se svým románovým debutem Juja (2010) se Haratischwili umístila na longlistu Německé knižní ceny a na shortlistu Literární ceny aspekte. V roce 2014 vydala Haratischwili svůj třetí román Das achte Leben (Für Brilka). Na rešerše k tomuto románu v Rusku a Gruzii získala Grenzgänger-Stipendium od Nadace Roberta Bosche. Román Die Katze und der General (2018) se dostal na shortlist Německé knižní ceny. Společně s režisérkou Evou Gerberdingovou natočila pro Arte při příležitosti hostování Gruzie na Frankfurtském knižním veletrhu 52minutový televizní dokument Georgien erzählt: Streifzüge mit Nino Haratischwili.
Román Das achte Leben (Für Brilka) vyšel v roce 2020 v češtině v Nakladatelství Host v překladu Michaely Škultéty pod názvem Osmý život (pro Brilku). Na pozvání Goethe-Institutu se autorka měla zúčastnit veletrhu Svět knihy v Praze a knihu osobně představit českému publiku. Z důvodu pandemie koronaviru se veletrh nekonal.
Román Die Katze und der General se věnuje poměrně aktuálnímu tématu a to jsou nejen ruské válečné zločiny (zde konkrétně během první Čečenské války) ale obecně i problém viny a trestu. V německém originálu má tento román stejný grafický stal Jako Das achte Leben (Für Brilka) a stylově se tyto dva romány dost podobají.
Nino Haratischwili pracuje a žije v Hamburku.

## Dílo
- Der Cousin und Bekina. Katzengraben-Presse, Berlín 2001, ISBN 3-910178-36-7.
- Georgia/Liv Stein. Zwei Stücke. Verlag der Autoren, Frankfurt nad Mohanem 2009, ISBN 978-3-88661-318-2.
- Juja. Roman. Verbrecher-Verlag, Berlín 2010, ISBN 978-3-940426-48-2.
- Mein sanfter Zwilling. Román. Frankfurter Verlagsanstalt, Frankfurt 2011, ISBN 978-3-627-00175-9.
- Zorn/Radio Universe. Zwei Stücke. Verlag der Autoren, Frankfurt nad Mohanem 2011, ISBN 978-3-88661-342-7.
- Das achte Leben (Für Brilka). Román. Frankfurter Verlagsanstalt, 2014, ISBN 978-3-627-00208-4. Česky: Osmý život (pro Brilku). Host, Brno, 2020, ISBN 978-80-7577-431-6
- Kokoro. In: Manana Tandaschwili: Zwischen Orient und Okzident. Theaterstücke aus Georgien, Theater der Zeit, Berlín 2015, str. 175ff., ISBN 978-3-95749-061-2.
- Herbst der Untertanen. Drei Stücke. Verlag der Autoren, Frankfurt nad Mohanem 2015, ISBN 978-3-88661-373-1.
- Die Katze und der General. Román. Frankfurter Verlagsanstalt, 2018, ISBN 978-3-627-00254-1.

## Ocenění
- 2008: AutorenPreis des Heidelberger Stückemarkts (mit Philipp Löhle) za knihu Liv Stein
- 2008: Rolf-Mares-Preis za hru Agonie im Lichthof Theater Hamburg
- 2010: Nominace (Longlist) na Německou knižní cenu za román Juja
- 2010: Förderpreis des Adelbert-von-Chamisso-Preises
- 2011: Debütpreis des Buddenbrookhauses za román Juja
- 2011: Hotlist – Buchpreis der unabhängigen Verlage za román Mein sanfter Zwilling
- 2011: Kranichsteiner Literaturförderpreis
- 2012: Grenzgänger-Stipendium der Robert Bosch Stiftung za román Das achte Leben (Für Brilka)
- 2015: Literaturpreis des Kulturkreises der deutschen Wirtschaft
- 2015: Anna Seghers-Preis[2]
- 2017: Hertha Koenig-Literaturpreis
- 2017: Stipendium zum Lessing-Preis der Freien und Hansestadt Hamburg
- 2018: Bertolt-Brecht-Literaturpreis[3] za divadelní hry a román Das achte Leben (Für Brilka)
- 2018: Nominace (Shortlist) na Německou knižní cenu za román Die Katze und der General
- 2018: Cena Saba (Gruzie)
- 2019: Schiller-Gedächtnispreis[4]